# Deutsche Dreiband-Meisterschaft 1951

Veranstaltungsort: Aachen

Die Deutsche Dreiband-Meisterschaft 1951 (DDM) war die 19. Ausgabe dieser Turnierserie. Sie fand vom 8. bis 1. März in Aachen, Nordrhein-Westfalen statt.

## Geschichte
August Tiedtke gewann seinen zehnten Titel und den sechsten in Folge. Der Frankfurter Walter Lütgehetmann, Weltmeister im Fünfkampf von 1939, nahm zum ersten Mal teil und wurde auf Anhieb Vizemeister. Ernst Rudolph – es war seine erste Nachkriegsmeisterschaft – erhielt die Bronzemedaille, und Siegfried Spielmann wurde Vierter. Dieses Quartett beherrschte die DDM bis in die 1970er-Jahre. Alle drei Bestleistungen gingen erneut an Tiedtke, der mit einer Höchstserie (HS) von 9 Bällen nahe an seinen eigenen Rekord von 11 herankam. Erneut blieb er wieder ohne Matchverlust und konnte Lütgehetmann und Rudolph ihre einzigen Niederlagen beibringen. Ältester Teilnehmer war der 66-jährige Paul Maassen.

## Modus
Es spielte „Jeder gegen Jeden“ (Round Robin) auf 50 Punkte mit Nachstoß. Der dritte Platz wurde nicht ausgespielt.

## Abschlusstabelle
| MP    | Match Points (Sieger = 2; Unentschieden = 1; Verlierer = 0) |
| Pkte. | Erzielte Karambolagen                                       |
| Aufn. | Benötigte Versuche                                          |
| GD    | Generaldurchschnitt                                         |
| BED   | Bester Einzeldurchschnitt eines Spielers                    |
| HS    | Höchstserie                                                 |
|       | Bester GD des Turniers                                      |
|       | Bester ED des Turniers                                      |
|       | Beste HS des Turniers                                       |
|       | 1. Platz (Gold)                                             |
|       | 2. Platz (Silber)                                           |
|       | 3. Platz (Bronze)                                           |

| 1                          | August Tiedtke (Düsseldorf)          | 16:0 | 400 | 489 | 0,814 | 0,925 | 9 |
| 2                          | Walter Lütgehetmann (Frankfurt/Main) | 12:4 | 381 | 652 | 0,582 | 0,675 | 6 |
| 3                          | Ernst Rudolph (Essen)                | 12:4 | 399 | 691 | 0,579 | 0,649 | 7 |
| 4                          | Siegfried Spielmann (Immigrath)      | 10:6 | 366 | 676 | 0,542 | 0,735 | 8 |
| 5                          | Paul Maassen (Mönchengladbach)       | 8:8  | 340 | 707 | 0,498 | 0,632 | 6 |
| 6                          | Mathias Hambach (Aachen)             | 8:8  | 319 | 813 | 0,392 | 0,438 | 4 |
| 7                          | Joseph Bücken (Aachen)               | 4:12 | 325 | 806 | 0,403 | 0,416 | 5 |
| 8                          | Hubert Bernard (Aachen)              | 2:14 | 257 | 738 | 0,342 | 0,510 | 5 |
| 9                          | Otto Boeven (Köln)                   | 0:16 | 302 | 764 | 0,396 | –     | 7 |
| Turnierdurchschnitt: 0,488 |                                      |      |     |     |       |       |   |